# Niels Markussen
Niels Peter Markussen (Helsingør, 6 de setembro de 1934 — 11 de julho de 2008) é um velejador dinamarquês, medalhista olímpico. Ele competiu nos Jogos Olímpicos de Verão de 1968 na classe Dragon e conquistou a medalha de prata, ao lado de Aage Birch e Paul Lindemark Jørgensen.